# Amfibija (kopneno vozilo)
Amfibijsko vozilo/amfibija (eng. amphibious vehicle, fr. véhicule amphibie, njem. Amphibium, rus. амфибия), motorno vozilo, osposobljeno za kretanje na kopnu i po vodi.

## Razvoj
Tvrdi se da je talijan Agostino Ramelli još 1588. projektirao vozilo koje bi se kretalo po vodi i kopnu, no tek je pojava motora s unutarnjim izgaranjem krajem 19. stoljeća omogućila da se pređe i na konstrukciju amfibije.
Potreba za njima uočena je već u Prvom svjetskom ratu prilikom izvođenja pomorsko-desantnih operacija, ali je put od ideje do realizacije bio dosta težak. Tek su u listopadu 1918.  britanski konstruktori uspjeli s amfibijskom inačicom tenka Mark IX, Mark IX Duck (od 27 t, nosivosti 54 čovjeka) preploviti umjetno jezero u Londonu, ali zbog skorog završetka rata vozilo nije upotrebljeno u borbi.
Poslije Prvog svjetskog rata u mnogim vojskama, naročito u industrijski razvijenim zemljama, počela su intenzivna istraživanja u području konstruiranja amfibijskog vozila. U Velikoj Britaniji izrađeno je više tipova, a do sličnih rešenja dolaze i konstruktori u SAD-u, SSSR-u, Japanu i Njemačkoj. U vojsci Velike Britanije izdvajaju se tri tipa amfibija: laki tenk od 7 t, tenk D od 14 t, koji su se po vodi kretali gusjenicama, i tenk Vickers Armstrong od 3,5 t za čije je kretanje po vodi korišten propeler. U SAD-u je konstruiran amfibijski samohodni top 75 mm Christie (pogon s dva propelera), a u SSSR-u su konstrtuirane amfibije T-37 (mase 3 t) i T-38 (5 t) za čije je pokretanje na vodi korišten propeler. 
Međutim, najveći interes za amfibije je pokazao Japan, čije su oružane snage konstruirale više tipova amfibijskih tenkova, od kojih su najpoznatiji Kamisha ( mase 26 t, naoružan topom 37 mm i s dvije strojnice) i Kachisha (26 t, naoružan topom 47 mm). Oba su imala pogon u vodi s dva propelera. Za razliku od amfibija drugih zemalja, one japanske imali su jači oklop, naoružanje i masu, a za njihovo održavanje na vodi i povećanje istisnine, na prednjem i stražnjem dijelu je postavljen tanki dopunski oklop u obliku korita, koji se automatski odbacivao poslije izlaska tenka na obalu.

### Drugi svjetski rat
U Drugom svjetskom ratu na ubrzani razvoj amfibijskih vozila utjecala su dva čimbenika: problem iskrcavanja jedinica i materijala pri pomorsko-desantnim operacijama i forsiranju rijeka te konstruktivno-tehnološki zahtjevi koje su vojni vlasti postavljali industriji u pogledu brzine i obima izgradnje amfibijskih vozila. Planirajući invaziju na Veliku Britaniju, Nijemci su već 1940. uspjeli prilagoditi tenk Panzer Kampfwagen III za podvodno kretanje brtvljenjem oklopnog tijela i namještanjem dodatnih cijevi za dovod zraka i odvod produkata sagorijevanja motora. Prva javna demonstracija tih amfibija organizirana je u lipnju 1940. na Baltiku, a već u rujnu iste godine Nijemci su već raspolagali s 250 takvih tenkova. Nisu ih upotrijebili u pomorsko-desantnim operacijama (jer ih nisu izvodili), ali su uspješno korišteni 1941. prilikom forsiranja rijeke Bug u prvim danima napada na SSSR.
Zbog karaktera ratnih djelovanja, koja su obilovala pomorsko-desantnim operacijama, u SAD je razvijeno više tipova borbenih i transportnih amfibijskih vozila. Iz serije LVT (Landing Vehicle Tracked) prva amfibija — LVT-1 (nenaoružano gusjenično transportno vozilo, nosivosti 25 vojnika ili 2,7 t materijala, brzine 11 km/h) upotrebljeno je u kolovozu 1942. pri iskrcavanju na otok Guadalcanal. Kasniji tipovi su bile poboljšane verzije tog vozila (LVT-2 i LVT-3 imali su slab oklop, a LVT-4 bio je naoružan s 3 — 5 strojnicaa).
Iz serije LVTA (Landing Vehicle Tracked Armored) prva amfibija — LVTA-1 (amfibijski tenk mase 12,5 t, posada 6 ljudi, top 37 mm u kružnoj kupoli) upotrijebljen je početkom 1944. u borbi za Maršalovim otocima. Iz te serije razvijeni su još oklopni transporter LVTA-2 (britanska inačica tog transportera poznata je pod nazivom Buffalo), samohodna haubica 75 mm LVTA-4 upotrebljena u bitci za Marijansko otočje i amfibijski tenk LVTA-5.
Amfibijska vozila serije LVT i LVTA imala su slab oklop (ili su bila bez oklopa), na bočnim stranama imala su ugrađene plovke, za pogon su korištene gusjenice, a brzina kretanja po vodi bila je do 12 km/h. Sva su upotrebljena u pomorsko-desantnim operacijama na Pacifiku od 1942. do 1945. i u Normandiji 1944. Iskrcavana su iz transportnih brodova na određenoj udaljenosti od obale, pod zaštitom topništva s ratnih brodova i zrakoplovstva. Zbog slabog oklopa upotrebljavana su, pretežno, kao transportna vozila ili prateće topništvo. Taj nedostatak nadoknađen je adaptacijom srednjih (linijskih) tenkova Sherman u SAD i Valentine DD u Velikoj Britaniji, povećanjem njihove zapremine i istisnine namještanjem omotača od gumiranog platna oko oklopnog tijela, koji je poslije izlaska iz vode skidan. Za pogon u vodi ugrađivana su dva propelera uključena u transmisiju tenka. U SAD je razvijeno i nekoliko tipova neborbenih amfibijskih vozila od kojih je najpoznatiji terenski automobil SEEP (JEEP podešen za plovidbu) i kamion DUKW (kolokvijalno poznat kao DUCK).

### Razvoj nakon Drugog svjetskog rata
Posle Drugog svjetskog rata gotovo u svim vojskama ulažu se posebni napori da bi sva borbena i neborbena vozila bila osposobljena i za savladivanje vodenih prepreka. Konstruiraju se nova amfibijska vozila pri čemu se posebna pažnja posvećuje povećanju brzine kretanja po vodi, ojačavanju oklopa, i osposobljavanju amfibije da bez većih priprema mogu prelaziti vodu. Razvoj amfibije je praktički izbrisao granice između njih i ostalih borbenih vozila, tako da se sva suvremena borbena vozila osposobljavaju i za savladivanje vodenih prepreka (vožnjom po površini ili kretanjem ispod vode). Mnoge vojske su pristupile, zbog toga, izradi raznih tipova borbenih i neborbenih amfibija koje se, uvjetno, mogu svrstati u nekoliko grupa.
Amfibijska vozila za djelovanja na moru, namijenjena za pomorsko-desantne operacije, ima uglavnom vojska SAD-a. Najpoznatije je oklopno, gusjenično, transportno vozilo LVTP-5 (masa 31,5 t, prenosi 34 vojnika ili 5  — 8 t tereta, brzina kretanja po vodi do 11 km/h, savladava valove do 4 m visine), koje je poslužilo kao osnova za izradu drugih amfibija (tip LVTRI za izvlačenje i LVTH-6 haubica 105 mm). U tu grupu spadaju i transportna vozila s kotačima: kamioni Super Duck (nosivost 6,5 t) i Drake (nosivosti 7,5 t) i transporter Barc (nosivost 60 t ili 200 ljudi).

#### Trupni oklopni transporteri
Oklopni transporteri su svi skoro osposobljeni za savladivanje vodenih prepreka plutanjem. Američki oklopni transporteri M-59 (20 t, naoružan protuzrakoplovnom (paz) strojnicom 12,7 mm) i M-113 (11 t, naoružan paz strojnicom 12,7 mm ili paz topom 20 mm) kreću se po vodi gusjenicama sa specijalno profiliranim rebrima, oklopni transporter MICV-XM (22,5 t, naoružan topom 20 mm i strojnicom 7,62 mm) kreće se gusjenicama i dodatnim plovcima, a transporter s kotačima tipa Commando (6 t, naoružan dvocjevnom strojnicom 12,7 mm ili topom 90 mm u kružnoj kupoli) na kotačima. Sovjetski oklopni transporter tipa БТР-50-П (gusjeničar, mase 14 t, naoružan paz strojnicom 14,5 mm i strojnicom 7,62 mm, prevozi 20 ljudi) kreće se po vodi s dva propelera brzinom do 10 km/h, oklopni transporter tipa БТР-60-П (s kotačima, 8 t, naoružan kao БТР-50-П) kreće se jednim propelerom (brzinom do 9 km/h), a oklopni transporter tipa БМР (12 t, naoružan topom 73 mm u kružnoj kupoli, strojnicom 7,62 mm i postoljem za lansiranje protutenkovskih (pt) raketa) gusjenicama (brzinom do 7 km/h).

#### Izvidačke i zapovjedne oklopne amfibije
Američko oklopna amfibija tipa M-114 (6,7 t, naoružano paz strojnicom 12,7 mm i strojnicom 7,62 mm) kreće se po vodi gusjenicama (brzinom do 6 km/h), britanski izviđački oklopni automobil tipa Ferret (s kotačima, 5 t, naoružan strojnicom i uređajem za lansiranje pt raketa) podešen je za plutanje na tri pneumatičke vreće od gumiranog platna, a sovjetski oklopni izviđački automobil tipa БРДМ-2 (7 t, naoružan paz strojnicom 14,5 mm i strojnicom 7,62 mm u kružnoj kupoli) kreće se propelerom (brzinom 9 — 10 km/h). 

#### Laki izviđački tenkovi
Laki izviđački tenkovi upotrebljavaju se, također, kao amfibije. Američki tenk tipa Sheridan (16,8 t, naoružan s dva mitraljeza i jednom cijevi za lansiranje pt raketa) kreće se po vodi gusjenicama, a sovjetski tenk tipa ПT-76Б (14 t, naoružan stabiliziranim topom 76 mm i s njim povezanom strojnicom 7,62 mm u kružnoj kupoli) s dva reaktivna hidraulična pokretača (brzinom do 10 km/h).

#### Srednje linijski tenkovi
Srednje linijski tenkovi, zbog nepovoljnog odnosa mase prema zapremini, nisu bili u stanju da se sami po vodi. Za to su im trebali posebni dodatci (plovci, omotači). Zato se u rješavanju njihovih konstruktivnih osobina u pogledu svladavanja vodenih prepreka išlo drugim pravcem. Osim Velike Britanije u kojoj se daje prednost osposobljavanju tenkova za kretanje po vodi uvođenje dodataka (tenk tipa Centurion od 50 t ima omotač od gumiranog platna i pogon s dva propelera, a tenk tipa Vickers-MBT od 38 t ima omotač od najlona i pogon na gusjenice), sve ostale vojske razvijaju tenkove za savladavanje vodenih prepreka kretanjem po dnu, uz potpuno brtvljenje oklopnog tijela, postavljanje cijevi za dovod svježeg zraka i odvod sagorjelih plinova, i ugradnjom navigacijskih uređaja za kretanje pod vodom (pokazivač kursa). Takvi su tenkovi npr.: M60-A1 (SAD), T-54, T-55, T-62 (SSSR), Leopard 1 i MBT-70 (SR Njemačka) i AMX-30 (Francuska). Svi ti tenkovi imaju sposobnost kretanja na dubini od 4 — 5 m.

#### Samohodna topnička oružja
Samohodna topnička oružja osposobljavaju se za savladavanje vodenih prepreka ili bez posebnih dodataka (npr. američke samohodne haubice 105 mm M-108 i 155 mm M-109) ili s njima (britanski samohodni top 105 mm tipa Abbot s omotačem od gumiranog platna).

#### Ostali tipovi
Pored navedenih grupa amfibija, u mnogim državama, radi se na konstrukciji amfibijskih kamiona gusjeničara (npr. američki kamion tipa MAB, francusko amfibijsko vozilo tipa Gillois-EWK), koji mogu služiti kao skele i pontonski mostovi te amfibije za prijevoz neborbenih vozila.

## Konstrukcija amfibijskog vozila
Konstrukcija amfibije zasniva se na rješavanju tri osnovna problema:
1. Mogućnost plovljenja (održavanja na vodi)
2. Pogon
3. Upravljanje na vodi

Održavanje amfibije na vodi riješeno je izradom vozila čija je masa, u odnosu za zapreminu, relativno mala (količina istisnute vode od uronjenog dijela vozila smanjuje masu toliko da može plutati) ili održavanjem na vodi privremenim povećanjem zapremine vozila postavljanjem posebnih dodataka (metalni i gumeni plovci i omotači, tanki dodatni oklopi u vidu korita), koji se poslije izlaska iz vode skidaju ili sklapaju na vozilo. Prvi princip primjenjuje se na izviđačkim i zapovjednim vozilima, oklopnim transporterima, lakim tenkovima i neborbenim vozilima, a drugi kod pojedinih lakih i manjeg broja srednjih tenkova. Za srednje tenkove on nije dovoljno prikladan, zbog čega se većina ovih tenkova osposobljava za kretanje ispod vode, a ne po njoj. S obzirom na to sva amfibijska vozila se dijele na dvije vrste:
1. Ona koja se održavaju na vodi bez posebnih dodataka i koja mogu forsirati vodene prepreke iz pokreta
2. Ona koja plutaju pomoću posebnih dodataka i zahtijevaju određeno vrijeme za pripremu

Što se tiče pogona i tu postoje različita rješenja:
1. Gusjenicama ili kotačima
2. Jednim ili više propelera (uključena u transmisiju vozila)
3. Reaktivnim hidrauličnim pokretačima (snažne pumpe usisavaju vodu s površine po kojoj vozilo pluta, a zatim je u vidu mlaza izbacuju viza vozila ispod razine vode)

Upravljanje amfibijom ovisi o vrsti pogonske jedinice. Kod pogodna gusjenicama, s dva propelera ili s dva reaktivna hidraulična pokretača, vozilom se upravlja uključivanjem jedne gusjenice (odnosno propelera ili hidrauličnog pokretača), a kod amfibijskog vozila s pogonom na kotače upravlja se na isti način kao i na suhom (usmjeravanjem kotača u određenom smjeru). Ako je pogon amfibije ostvaren jednim propelerom ili hidrauličnom pokretačem, tada se za upravljanje namješta kormilo (kod sovjetskog transportera tipa K-61, pored dva propelera, postoje dva spojena kormila.)